# Kniazieuka (rejon mohylewski)
Kniazieuka (biał. Князеўка; ros. Князевка) – wieś na Białorusi, w obwodzie mohylewskim, w rejonie mohylewskim, w sielsowiecie Padhorje.
Wieś Kniaziówka ekonomii mohylewskiej w drugiej połowie XVII wieku.